# صبحان‌لو
صبحان‌لو یک منطقهٔ مسکونی در ایران است که در دهستان ارشق مرکزی واقع شده‌است. صبحان‌لو ۳۰ نفر جمعیت دارد.